# Sesarma rubinofforum
Sesarma rubinofforum is een krabbensoort uit de familie van de Sesarmidae. De wetenschappelijke naam van de soort is voor het eerst geldig gepubliceerd in 1973 door Abele.